# Gabinete Sinimbu
O Gabinete Sinimbu foi o ministério formado pelo Partido Liberal em 5 de janeiro de 1878 e dissolvido em 28 de março 1880. Foi chefiado por João Lins Vieira Cansanção de Sinimbu, sendo o 23º gabinete do Império do Brasil após o estabelecimento do Decreto n.º 523 de 1847. Foi antecedido pelo Gabinete Caxias III e sucedido pelo Gabinete Saraiva I.

## Contexto

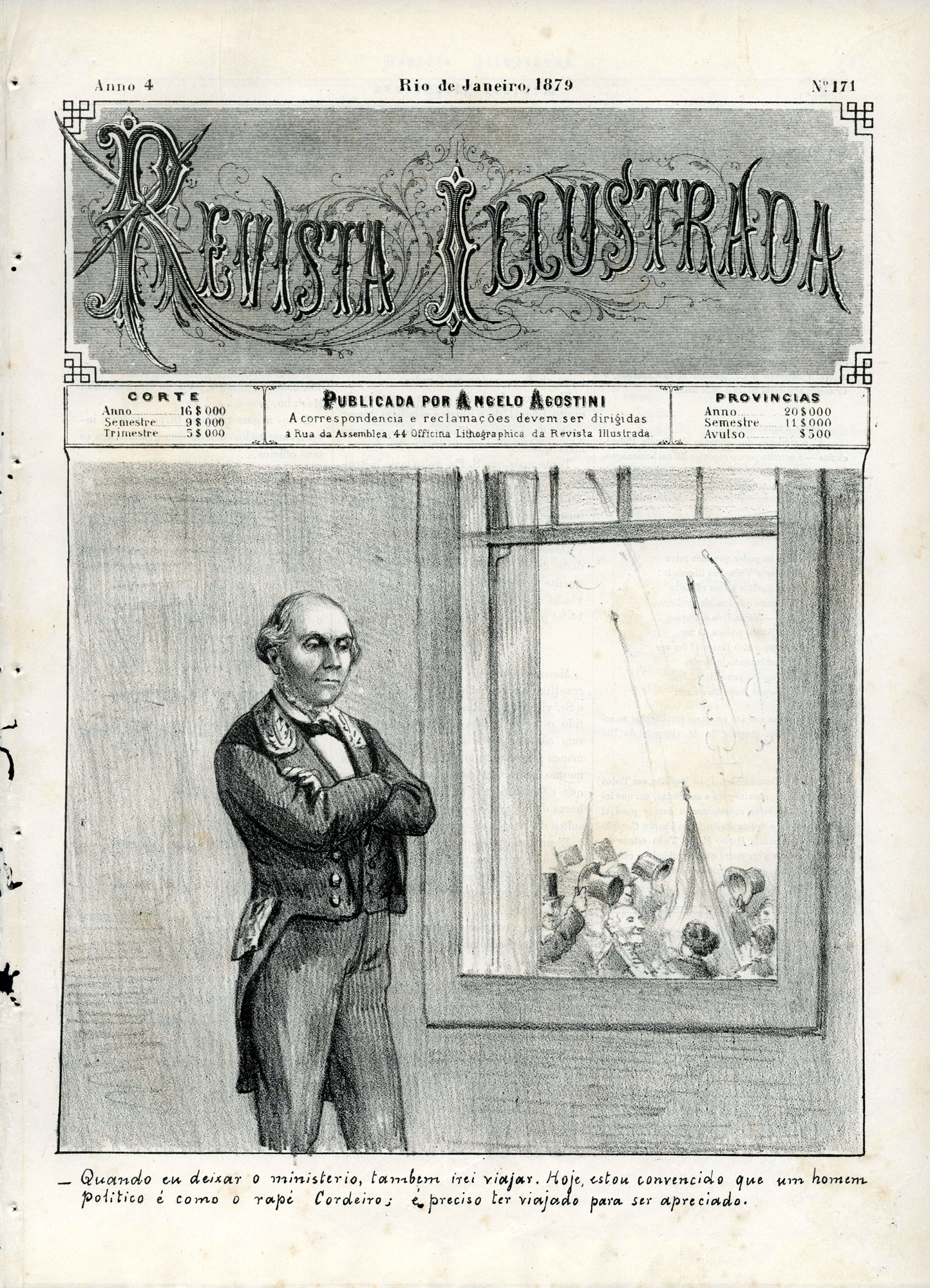
Charge a respeito da gestão Sinimbu (Revista Illustrada, 1879).

Segundo Sérgio Buarque de Holanda (2004):
A escolha de Sinimbu para chefiar o novo Governo [...] desagradou a alguns chefes liberais. Desaparecido Zacarias, as figuras que naturalmente se impunham entre seus correligionários eram Nabuco de Araújo e Saraiva. [...] Tratava-se de empreender uma reforma de alta importância, para a qual o Imperador reclamava o maior cuidado, e assim sendo gostaria de acompanhar de perto os seus trâmites. [...] Nessas condições, o preferível era apelar para quem não tivesse a sustenta-lo e a dirigir seus atos um grande partido político, para quem fosse mais um homem de sua confiança do que da confiança dos liberais.

## Composição
O gabinete foi composto da seguinte forma:
- Presidente do Conselho de Ministros: João Lins Vieira Cansanção de Sinimbu.
- Ministro dos Negócios do Império: Carlos Leôncio da Silva Carvalho; substituído em 4 de junho de 1879 por Francisco Maria Sodré Pereira.
- Ministro da Justiça: Lafayette Rodrigues Pereira.
- Ministro dos Estrangeiros: Domingos de Sousa Leão, 2º Barão de Vila Bela; substituído interinamente por Carlos Leôncio da Silva Carvalho; em 8 de fevereiro de 1879, também interinamente substituído por João Lins Vieira Cansanção de Sinimbu, que serviu até 4 de junho de 1879 data em que foi nomeado Antônio Moreira de Barros.
- Ministro da Fazenda: Gaspar da Silveira Martins; substituído interinamente por João Lins Vieira Cansanção de Sinimbu; em 8 de fevereiro de 1879 por Afonso Celso de Assis Figueiredo.
- Ministro da Marinha: Eduardo de Andrade Pinto; substituído em 24 de dezembro de 1878 por João Ferreira de Moura.
- Ministro da Guerra: Manuel Luís Osório, Marquês do Herval; substituído interinamente por Eduardo de Andrade Pinto, em 6 de outubro de 1879; substituído também interinamente por João Lins Vieira Cansanção de Sinimbu, que serviu até 19 de outubro de 1879, data em que foi nomeado João Lustosa da Cunha Paranaguá.
- Ministro da Agricultura, Comércio e Obras Públicas: João Lins Vieira Cansanção de Sinimbu.

## Programa de governo
Segundo o Presidente do Conselho de Ministros (1878):
Aceitando este encargo, nossa confiança está depositada no parlamento. E como a eleição direta é um principio comum entre o ministério e a representação nacional, principalmente a Câmara dos Srs. Deputados, estamos persuadidos de que ela, inspirando-se em verdadeiro patriotismo, com o seu poderoso concurso, a de facilitar a tarefa, esforçando-se para que seja realidade o que tem sido até agora alvo constante de nossas aspirações.
O gabinete apresentou o seguinte programa de governo:
- Reformar o sistema eleitoral, introduzindo o sufrágio direto.

## Legislação aprovada
O gabinete aprovou a seguinte legislação:
- Decreto nº 6.840 de 16 de fevereiro de 1878: Declara de acordo com a imperial resolução de 9 de fevereiro, exarada em consulta da seção de justiça do Conselho de Estado, que o pai não pode advogar nos feitos em que é escrivão o filho (ordenação, liv. 1º, tít. 79, §45).
- Decreto nº 6.841 de 16 de março de 1878: Firma a inteligência da ordenação liv. 1º, tít. 79, §45 sobre incompatibilidades por parentesco (como é expresso na dita ordenação).
- Decreto nº 6.857 de 9 de março de 1878: Regula a concessão de licenças aos funcionários dependentes do Ministério da Justiça.
- Decreto nº 6.858 de 9 de março de 1878: Extingue algumas oficinas dos arsenais de guerra do Império, modificando outras, e aprovando o plano de organização das que são conservadas.
- Decreto nº 6.871 de 30 de março de 1878: Abre ao Ministério do Império um crédito extraordinário na importância de 4.000:000$, destinado especialmente às despesas urgentes de seca em algumas províncias.
- Decreto nº 6.879 de 6 de abril de 1878: Promulga o tratado adicional de extradição celebrado entre o Brasil e a Bélgica.
- Decreto nº 6.884 de 20 de abril de 1878: Altera os regulamentos do Imperial Colégio de Pedro II.
- Decreto nº 6.934 de 8 de junho de 1878: Regula a competência dos tribunais e a forma do processo nos crimes cometidos em país estrangeiro contra o Brasil, etc.
- Decreto nº 6.946 de 25 de junho de 1878: Promulga o tratado de extradição de criminosos celebrado entre o Brasil e a Alemanha em 17 de setembro de 1877.
- Decreto nº 6.950 de 20 de junho de 1878: Abre ao Ministério do Império mais um crédito extraordinário de 10.000:000$ para ocorrer ao pagamento das despesas já feitas com a seca das províncias do norte.
- Decreto nº 6.965 de 6 de julho de 1878: Aprova a reforma de vários artigos dos regulamentos do monte pio dos servidores do Estado.
- Decreto nº 6.966 de 8 de julho de 1878: Altera o regulamento aprovado pelo Decreto nº 4.835 de 1 de dezembro de 1871 (regulamento da Lei de 28 de setembro de 1871)  quanto ao prazo estabelecido para as declarações que são obrigados a fazer, perante os encarregados da matrícula especial dos escravos as pessoas designadas no Art. 30 do mesmo regulamento.
- Decreto nº 6.967 de 8 de julho de 1878: Altera os regulamentos aprovados pelos decretos nºs 4.835 de 1 de dezembro de 1874 e 5.135 de 13 de novembro de 1872 e assim o Decreto nº 4.960 de 8 de maio de 1872, quanto ao prazo para matrícula dos filhos livres de mulher escrava e respectivas averbações.
- Decreto nº 6.980 de 20 de julho de 1878: Dá novas tabelas para arrecadação do imposto de indústrias e profissões.
- Decreto nº 6.982 de 27 de julho de 1878: Regula a execução das sentenças, cíveis ou comerciais, dos tribunais estrangeiros.
- Decreto nº 6.984 de 27 de julho de 1878: Aprova o regulamento para o Laboratório Pirotécnico do Campinho.
- Decreto nº 6.985 de 27 de julho de 1878: Promulga o acordo entre o Brasil e os Países Baixos para a proteção de marcas de fábrica e comércio.
- Decreto nº 6.995 de 10 de agosto de 1878: Estabelece bases gerais para a concessão das estradas de ferro com fiança ou garantia de juros.
- Decreto nº 7.001 de 17 de agosto de 1878: Manda executar o regulamento da estatística policial e judiciária.
- Decreto nº 7.012 de 31 de agosto de 1878: Aprova o regulamento para o Arquivo Militar.
- Decreto nº 7.018 de 31 de agosto de 1878: Estabelece regras sobre o julgamento de recursos, interpostos para as Relações, dos despachos de pronúncia ou não pronúncia.
- Decreto nº 7.029 de 6 de setembro de 1878: Manda executar o regulamento especial para os concursos das vagas de substitutos e professores da Escola Politécnica.
- Decreto nº 7.031 A de 6 de setembro de 1878: Cria cursos noturnos para adultos nas escolas públicas de instrução primária do sexo masculino do município da Corte.
- Decreto nº 7.051 de 18 de outubro de 1878: Dá regulamento para arrecadação do imposto predial.
- Decreto nº 7.059 de 26 de outubro de 1878: Promulga a convenção consular entre o Brasil e a Espanha.
- Decreto nº 7.087 de 16 de novembro de 1878: Regulariza o serviço das loterias da Corte.
- Decreto nº 7.110 de 3 de dezembro de 1878: Promulga a declaração entre o Brasil e a França, aplicando aos respectivos cônsules a convenção consular entre o Brasil e a Itália.
- Decreto nº 7.120 de 28 de dezembro de 1878: Aprova as instruções pelas quais se deve regular o serviço do lazareto flutuante, estabelecido na enseada da Jurujuba.
- Decreto nº 2.827 de 15 de março de 1879: Dispõe o modo como deve ser feito o contrato de locação de serviço.
- Decreto nº 2.877 de 23 de junho de 1879: Manda vigorar no 1º semestre do exercício de 1870-1880 a Lei nº 2.792 de 20 de outubro de 1877 que autoriza o Ministério da Fazenda para realizar operações de crédito até a quantia de 50.000:000$000.
- Decreto nº 2.887 de 9 de agosto de 1879: Determina que a proposta do orçamento continuará a ser apresentada pelo Ministro da Fazenda, sendo, porém dividida em projetos de Lei distintos para cada ministério.
- Lei nº 2.927 de 18 de outubro de 1879: Concede ao Ministério dos Estrangeiros um crédito extraordinário de 120:000$ ao câmbio de 27 d. esterlinos por mil réis para missão especial à China.
- Decreto nº 7.125 de 4 de janeiro de 1879: Promulga a convenção postal entre o Brasil e a República do Uruguai.
- Decreto nº 7.160 de 8 de fevereiro de 1879: Altera o regulamento do Colégio Naval, reduzindo a dois anos o respectivo curso.
- Decreto nº 7.175 de 1 de março de 1879 : Promulga o acordo entre o Brasil e o Uruguai para execução das cartas rogatórias.
- Decreto nº 7.176 de 1 de março de 1879 : Promulga o acordo substitutivo do Art. 1º e do tratado de extradição entre o Brasil e o Uruguai em 12 de outubro de 1851 e ampliativo do mesmo tratado.
- Decreto nº 7.227 de 22 de março de 1879: Aprova o regulamento especial para o concurso especial de repetidores da escola militar.
- Decreto nº 7.229 de 29 de março de 1879: Promulga a convenção postal universal celebrada em Paris em 1 de junho de 1878.
- Decreto nº 7.247 de 19 de abril de 1879: Reforma o ensino primário e secundário no município da Corte e o superior em todo o Império (Reforma Leôncio de Carvalho).
- Decreto nº 7.271 de 10 de maio de 1879: Promulga o acordo entre o Brasil e os Estados Unidos da América para proteção das marcas de fábricas e comércio.
- Decreto nº 7.303 de 31 de maio de 1879: Promulga a convenção consular entre o Brasil e a Suíça.
- Decreto nº 7.381 de 19 de julho de 1879: Autoriza o Ministro da Fazenda a contrair um empréstimo até 50.000:000$ de juro e amortização pagáveis em ouro ou em moeda circulante ao câmbio de 27 dinheiros esterlinos por 1$000.
- Decreto nº 7.459 de 30 de agosto de 1879: Promulga a convenção consular entre o Brasil e os Países Baixos.
- Decreto nº 7.516 de 11 de outubro de 1879: Aprova o regulamento especial para o concurso de professores e adjuntos do curso preparatório da escola militar.
- Decreto nº 7.536 de 15 de novembro de 1879: Reorganiza o serviço da matrícula dos escravos e dando regulamento para arrecadação da respectiva taxa.
- Decreto nº 7.540 de 15 de novembro de 1879: Dá novo regulamento para a cobrança do imposto do selo.
- Decreto nº 7.553 de 22 de novembro de 1879: Reforma o plano das loterias do Estado.
- Decreto nº 7.544 de 22 de novembro de 1879: Manda observar o regulamento para a cobrança do imposto sobre vencimentos.
- Decreto nº 7.545 de 22 de novembro de 1879: Manda executar o regulamento para a revisão da lotação de cartório e ofícios, de justiça de diversas instâncias (vid. Lei nº 2.940 de 31 de outubro de 1879).
- Decreto nº 7.546 de 22 de novembro de 1879: Sujeita ao imposto de 5% os foros e laudêmios cobrados sobre as propriedades urbanas, da Corte, e rurais em todo o Império.
- Decreto nº 7.553 de 26 de novembro de 1879: Manda executar o regulamento para a cobrança de armazenagem.
- Decreto nº 7.554 de 26 de novembro de 1879: Manda observar o regulamento para a cobrança dos impostos de doca e faróis.
- Decreto nº 7.555 de 26 de novembro de 1879: Isenta do imposto adicional de 50% até ulterior deliberação, os vinhos secos, comuns, de pasto e fermentados.
- Decreto nº 7.556 de 26 de novembro de 1879: Manda executar o regulamento para a cobrança do expediente dos gêneros estrangeiros, já despachados para consumo.
- Decreto nº 7.559 de 29 de novembro de 1879: Manda executar o regulamento para a arrecadação do imposto sobre fumo.
- Decreto nº 7.561 de 6 de dezembro de 1879: Dá novas distribuições aos serviços da intendência da guerra.
- Decreto nº 7.562 de 6 de dezembro de 1879: Dá novas atribuições às repartições do ajudante general e de quartel-mestre general.
- Decreto nº 7.565 de 13 de dezembro de 1879: Manda executar o regulamento para arrecadação da taxa sobre transporte.
- Decreto de 13 de dezembro de 1879: Altera os arts. 2 e 5 do regulamento aprovado pelo Decreto nº 5.512 de 31 de dezembro de 1873 (que reformou a secretaria de Estado da Agricultura, etc.).
- Decreto nº 7.575 de 20 de dezembro de 1879: Cria uma comissão de melhoramentos do material da guerra.
- Decreto nº 7.582 de 27 de dezembro de 1879: Promulga o acordo celebrado entre o Brasil e o Peru para execução de cartas rogatórias.
- Decreto nº 7.628 de 14 de fevereiro de 1880: Altera diversas disposições relativas à Escola de Minas de Ouro Preto.
- Decreto nº 7.669 de 21 de fevereiro de 1880: Aprova o regulamento para o serviço das fortificações do Império e para o das guarnições.
- Decreto nº 7.679 de 28 de fevereiro de 1880: Altera os estatutos do Instituto Comercial do Rio de Janeiro, que baixaram com o Decreto nº 3.658 de 11 do março de 1863.
- Decreto nº 7.684 de 6 de março de 1880: Cria no município da Corte uma escola normal primária.
- Decreto nº 7.685 de 6 de março de 1880: Cria conselho em tempo de paz, para oferecimento de víveres e forragens aos corpos do Exército, depósito de aprendizes artilheiros, a fortalezas, e aprovando o respectivo regulamento.